# Elias Achouri
Mohamed Elias Achouri (Saint-Denis, Riunione, 10 febbraio 1999) è un calciatore francese naturalizzato tunisino, attaccante del Copenaghen e della nazionale tunisina.

## Carriera

### Club
Nato in Francia, è cresciuto calcisticamente nelle giovanili del Vitória Guimarães, con cui dal 2019 al 2020 ha totalizzato 17 presenze e due reti con la seconda squadra. Nell'estate del 2020 si trasferisce all'Estoril Praia, con il quale nella prima stagione non viene impiegato. Il 25 luglio 2021 debutta con l'Estoril Praia, giocando l'incontro della Taça da Liga vinto per 1-2 sul campo del Nacional. Non riuscendo a trovare spazio in squadra, un mese dopo viene prestato al Trofense, formazione della seconda divisione portoghese, per l'intera stagione.

### Nazionale
Il 2 giugno 2022 ha esordito con la nazionale tunisina giocando l'incontro vinto per 4-0 contro la Guinea Equatoriale, valido per le qualificazioni alla Coppa delle nazioni africane 2023.

## Statistiche

### Presenze e reti nei club
Statistiche aggiornate al 3 giugno 2022.
| Stagione        | Squadra             | Campionato      | Campionato | Campionato | Coppe nazionali | Coppe nazionali | Coppe nazionali | Coppe continentali | Coppe continentali | Coppe continentali | Altre coppe | Altre coppe | Altre coppe | Totale | Totale |
| Stagione        | Squadra             | Comp            | Pres       | Reti       | Comp            | Pres            | Reti            | Comp               | Pres               | Reti               | Comp        | Pres        | Reti        | Pres   | Reti   |
| --------------- | ------------------- | --------------- | ---------- | ---------- | --------------- | --------------- | --------------- | ------------------ | ------------------ | ------------------ | ----------- | ----------- | ----------- | ------ | ------ |
| gen.-apr. 2019  | Vitória Guimarães B | LdH             | 8          | 0          |                 | -               | -               |                    | -                  | -                  |             | -           | -           | 8      | 0      |
| 2019-2020       | Vitória Guimarães B | CdP             | 9          | 2          |                 | -               | -               |                    | -                  | -                  |             | -           | -           | 9      | 2      |
| 2020-2021       | Estoril Praia       | LdH             | 0          | 0          | CP+CdL          | 0               | 0               |                    | -                  | -                  |             | -           | -           | 0      | 0      |
| lug. 2021       | Estoril Praia       | PL              | -          | -          | CP+CdL          | 0+1             | 0               |                    | -                  | -                  |             | -           | -           | 1      | 0      |
| 2021-2022       | Trofense            | LdH             | 27         | 9          | CP+CdL          | 1+0             | 0               |                    | -                  | -                  |             | -           | -           | 28     | 9      |
| Totale carriera | Totale carriera     | Totale carriera | 44         | 11         |                 | 2               | 0               |                    | -                  | -                  |             | -           | -           | 46     | 11     |

### Cronologia presenze e reti in nazionale
| Cronologia completa delle presenze e delle reti in nazionale ― Tunisia | Cronologia completa delle presenze e delle reti in nazionale ― Tunisia | Cronologia completa delle presenze e delle reti in nazionale ― Tunisia | Cronologia completa delle presenze e delle reti in nazionale ― Tunisia | Cronologia completa delle presenze e delle reti in nazionale ― Tunisia | Cronologia completa delle presenze e delle reti in nazionale ― Tunisia | Cronologia completa delle presenze e delle reti in nazionale ― Tunisia | Cronologia completa delle presenze e delle reti in nazionale ― Tunisia |
| Data                                                                   | Città                                                                  | In casa                                                                | Risultato                                                              | Ospiti                                                                 | Competizione                                                           | Reti                                                                   | Note                                                                   |
| ---------------------------------------------------------------------- | ---------------------------------------------------------------------- | ---------------------------------------------------------------------- | ---------------------------------------------------------------------- | ---------------------------------------------------------------------- | ---------------------------------------------------------------------- | ---------------------------------------------------------------------- | ---------------------------------------------------------------------- |
| 2-6-2022                                                               | Radès                                                                  | Tunisia                                                                | 4 – 0                                                                  | Guinea Equatoriale                                                     | Qual. Coppa d'Africa 2023                                              | -                                                                      | 88’                                                                    |
| 5-6-2022                                                               | Francistown                                                            | Botswana                                                               | 0 – 0                                                                  | Tunisia                                                                | Qual. Coppa d'Africa 2023                                              | -                                                                      | 68’                                                                    |
| 24-3-2023                                                              | Radès                                                                  | Tunisia                                                                | 3 – 0                                                                  | Libia                                                                  | Qual. Coppa d'Africa 2023                                              | -                                                                      | 66’                                                                    |
| 28-3-2023                                                              | Bengasi                                                                | Libia                                                                  | 0 – 1                                                                  | Tunisia                                                                | Qual. Coppa d'Africa 2023                                              | -                                                                      | 85’                                                                    |
| 20-6-2023                                                              | Annaba                                                                 | Algeria                                                                | 1 – 1                                                                  | Tunisia                                                                | Amichevole                                                             | -                                                                      | 76’                                                                    |
| 12-9-2023                                                              | Il Cairo                                                               | Egitto                                                                 | 1 – 3                                                                  | Tunisia                                                                | Amichevole                                                             | -                                                                      | 82’                                                                    |
| 13-10-2023                                                             | Seul                                                                   | Corea del Sud                                                          | 4 – 0                                                                  | Tunisia                                                                | Amichevole                                                             | -                                                                      | 62’ 88’                                                                |
| 17-10-2023                                                             | Kōbe                                                                   | Giappone                                                               | 2 – 0                                                                  | Tunisia                                                                | Amichevole                                                             | -                                                                      | 63’                                                                    |
| 6-1-2024                                                               | Radès                                                                  | Tunisia                                                                | 0 – 0                                                                  | Mauritania                                                             | Amichevole                                                             | -                                                                      | 72’                                                                    |
| 10-1-2024                                                              | Radès                                                                  | Tunisia                                                                | 2 – 0                                                                  | Capo Verde                                                             | Amichevole                                                             | 1                                                                      | 64’                                                                    |
| 16-1-2024                                                              | Korhogo                                                                | Tunisia                                                                | 0 – 1                                                                  | Namibia                                                                | Coppa d'Africa 2023 - 1º turno                                         | -                                                                      | 90+2’                                                                  |
| 20-1-2024                                                              | Korhogo                                                                | Tunisia                                                                | 1 – 1                                                                  | Mali                                                                   | Coppa d'Africa 2023 - 1º turno                                         | -                                                                      | 70’                                                                    |
| 24-1-2024                                                              | Korhogo                                                                | Sudafrica                                                              | 0 – 0                                                                  | Tunisia                                                                | Coppa d'Africa 2023 - 1º turno                                         | -                                                                      | 70’                                                                    |
| 23-3-2024                                                              | Il Cairo                                                               | Tunisia                                                                | 0 – 0 (4 – 5 dtr)                                                      | Croazia                                                                | Amichevole                                                             | -                                                                      | 88’                                                                    |
| 26-3-2024                                                              | Il Cairo                                                               | Nuova Zelanda                                                          | 0 – 0 (2 – 4 dtr)                                                      | Tunisia                                                                | Amichevole                                                             | -                                                                      | 90+4’, 90+4’                                                           |
| 5-6-2024                                                               | Tunisi                                                                 | Tunisia                                                                | 1 – 0                                                                  | Guinea Equatoriale                                                     | Qual. Mondiali 2026                                                    | -                                                                      | 89’                                                                    |
| 9-6-2024                                                               | Johannesburg                                                           | Namibia                                                                | 0 – 0                                                                  | Tunisia                                                                | Qual. Mondiali 2026                                                    | -                                                                      |                                                                        |
| 19-3-2025                                                              | Monrovia                                                               | Liberia                                                                | 0 – 1                                                                  | Tunisia                                                                | Qual. Mondiali 2026                                                    | -                                                                      | 76’                                                                    |
| 24-3-2025                                                              | Radès                                                                  | Tunisia                                                                | 2 – 0                                                                  | Malawi                                                                 | Qual. Mondiali 2026                                                    | 1                                                                      |                                                                        |
| 6-6-2025                                                               | Fès                                                                    | Marocco                                                                | 2 – 0                                                                  | Tunisia                                                                | Amichevole                                                             | -                                                                      | 83’                                                                    |
| Totale                                                                 |                                                                        | Presenze                                                               | 20                                                                     |                                                                        | Reti                                                                   | 2                                                                      |                                                                        |

## Palmarès
- Campionato danese: 1

Copenhagen: 2024-2025
- Coppa di Danimarca: 1

Copenhagen: 2024-2025